# National Lift Tower

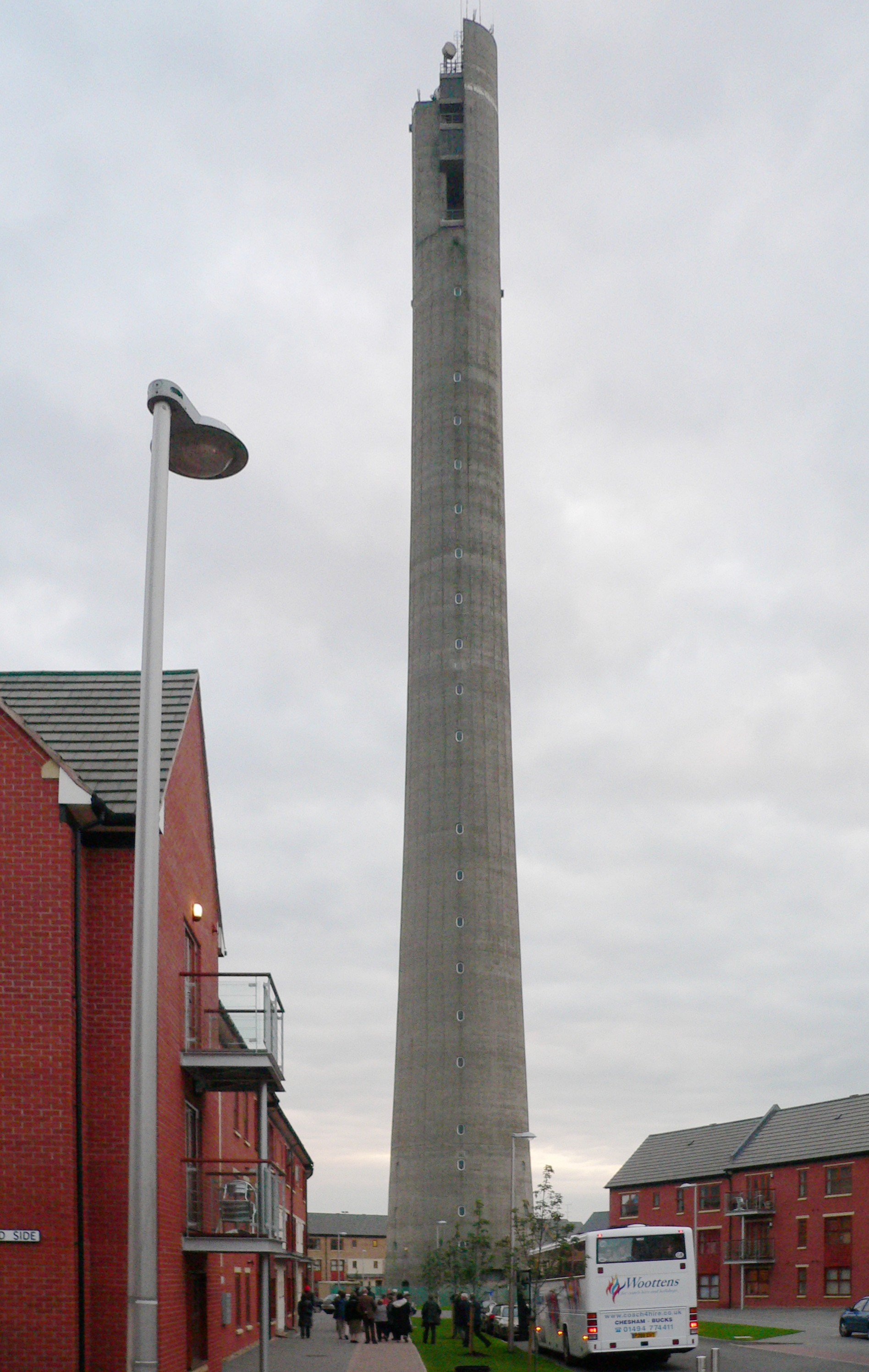
Der National Lift Tower (2005)

Der National Lift Tower, früher Express Lift Tower, ist ein zwischen 1980 und 1982 in Northampton errichteter Turm zum Testen von Aufzügen. Er ist mit 127,45 Metern Höhe der zweithöchste Aufzugstestturm Europas und hat einen Durchmesser von 14,6 Metern.
Der Turm wurde 1997 nach der Übernahme der Express Lift Company von Otis stillgelegt. Im Jahr 2010 wurde der Turm nach Renovierung unter neuem Namen wieder in Betrieb genommen.